# Maiwand Kaboul Football Club
Maillots
Le Maiwand Kaboul Football Club (en dari : کلب ورزشی میوند كابل, et en pachto : میوند كابل فوټبال کلب), plus couramment abrégé en Maiwand Kaboul, est un club afghan de football fondé en 1969 et basé à Kaboul, la capitale du pays.

## Historique
- 1969 : fondation du club sous le nom de Nowbahar Kaboul par Muhammad Kabir Turkmany.
- 1976 : le club est renommé Maiwand Kaboul.

## Palmarès
| Compétitions nationales                                 |
| ------------------------------------------------------- |
| - Championnat d'Afghanistan (1) : - Champion : 1997-98. |

## Personnalités du club

### Présidents du club
- Muhammad Kabir Turkmany
- Haji Muhammad Ibrahim

### Entraîneurs du club
- Atiq Ullah Bakhshi (2004)
- Sayed Zia Mazafari

### Anciens joueurs du club
- Shamsuddin Amiri
- Bashir Ahmad Saadat
- Sayeed Tahir Shah
- Mohammad Zaki